# مسجد حاجي جلال
مسجد حاجي جلال هو مسجد تاريخي يعود إلى عصر القاجاريين، ويقع في كاشمر. وتم تسجيل هذا المسجد في 26 يونيو 2005 مع رقم تسجيل 11926 باعتباره أحد التراث الوطني الإيراني.